# 江达镇
江达镇（藏語：འཇོ་མདའ་），是中华人民共和国西藏自治区昌都市江达县下辖的一个乡镇级行政单位。

## 行政区划
江达镇下辖以下地区：
新村社区、瓦许村、嘎四村、敏达村、麦东村、江达村、嘎通村、岗达村和汪巴村。